# Tamatoa V
Tamatoa V Pomare, altrimenti noto solo come Tamatoa V (Moorea, 1º dicembre 1842 – Papeete, 30 settembre 1881), è stato re di Raiatea e Taha'a, regnante dal 1857 al 1871.

## Biografia
Adottato da suo zio materno, il re Tamatoa IV di Raiatea e Tah'aa, gli succedette come sovrano il 19 agosto 1857 e venne incoronato ad Opoa dal reverendo Platt, il 1º dicembre 1860. Venne deposto il 8 febbraio 1871 dalla stessa popolazione in quanto ritenuto "straniero": egli era infatti figlio della regina Pomare IV di Tahiti e fratello del futuro sovrano Pomare V di Tahiti.
Fece quindi ritorno nel regno di Tahiti e morì a Pape'ete il 30 settembre 1881. Venne succeduto da Tahitoe I, membro di un ramo cadetto della famiglia reale dei Tamatoa.

## Matrimonio e figli

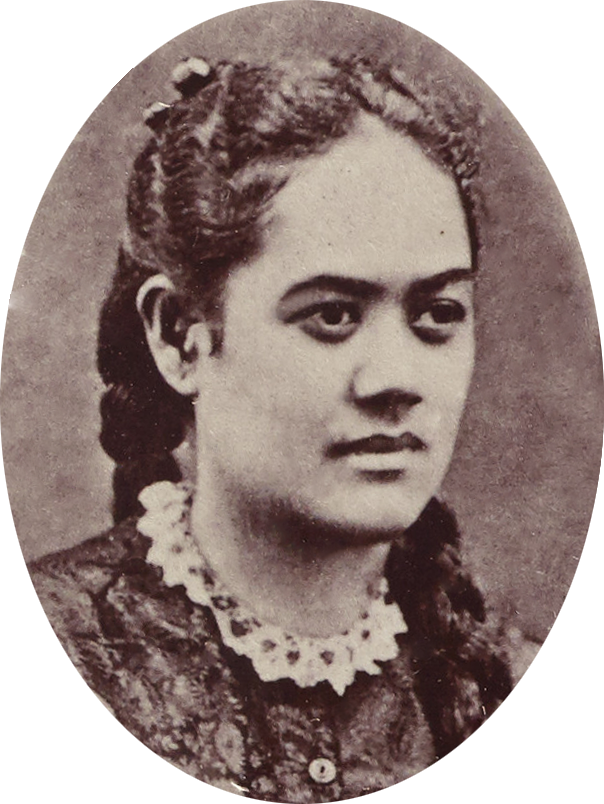
La regina Moe a Ma'i

Sposò Moe Ma-hea-nu'u-a-Mai, figlia primogenita di Te-He-papai Ma-hea-nu'u-a-Mai, di Faaa, giudice della corte suprema, pastore protestante e membro del supremo consiglio delle chiese. La coppia ebbe due figli e quattro figlie:
- Principe Teri'i-‘o-uru-maona-tane Pomare (12 luglio 1867 – 15 dicembre 1872), principe ereditario designato di Tahiti come successore di suo zio Pomare V. Premorì allo zio.
- Principessa Teri’i-vae-tua-vahine Pomare (22 settembre 1869 – 4 dicembre 1918), designata quale erede presunta della corona di Tahiti dopo la morte del fratello maggiore. Sposò il 29 aprile 1884 (div. il 21 gennaio 1893) con Teri'itonorua Norman Brander.
- Principessa Ari‘i-‘otare Teari‘i-maevarua III (28 maggio 1871 – 19 novembre 1932), ultima regina di Bora Bora.
- Principe Tamatoa-tane (22 settembre 1872 – 25 agosto 1873).
- Principessa Teri'inavahoroa-vahine Tamatoa Pomare Matauira (7 novembre 1877 – 3 dicembre 1918), sposò in prime nozze il 27 agosto 1896 ‘Opuhara Salmon (m. 6 August 1908) e in seconde nozze il 24 dicembre 1910 con Teuraiterai Mote Salmon (m. 21 April 1926), suo cognato.
- Principessa ‘O ‘Aimata Teri'i-vahine-i-titaua-‘o-ote-ra'i (29 giugno 1879 – 3 aprile 1894).

## Albero genealogico
|                               |          |                               | Genitori                            |  |  | Nonni |  |  | Bisnonni |  |  | Trisnonni |  |
|                               |          |                               |                                     |  |  |       |  |  | …        |  |  | …         |  |
|                               |          |                               |                                     |  |  |       |  |  | …        |  |  | …         |  |
|                               |          | …                             |                                     |  |  |       |  |  | …        |  |  |           |  |
| Ariʻipeu-a-Hiro               |          |                               |                                     |  |  |       |  |  | …        |  |  |           |  |
|                               |          | …                             | …                                   |  |  |       |  |  |          |  |  |           |  |
|                               |          | …                             | …                                   |  |  |       |  |  |          |  |  |           |  |
|                               |          | …                             | …                                   |  |  |       |  |  |          |  |  |           |  |
| Ariʻifaʻaite                  |          | …                             |                                     |  |  |       |  |  |          |  |  |           |  |
|                               |          | Tamatoa IV *                  | Vetea-raʻi Uʻuru *                  |  |  |       |  |  |          |  |  |           |  |
|                               |          | Tamatoa IV *                  | Vetea-raʻi Uʻuru *                  |  |  |       |  |  |          |  |  |           |  |
|                               |          | Tamatoa IV *                  | Opai-pai Te-roro *                  |  |  |       |  |  |          |  |  |           |  |
| Teihotu Taʻavea               |          | Tamatoa IV *                  |                                     |  |  |       |  |  |          |  |  |           |  |
|                               |          | Tu-ra'i-ariʻi E-he-vahine *   | Mato Teri'i Tepoara'i *             |  |  |       |  |  |          |  |  |           |  |
|                               |          | Tu-ra'i-ariʻi E-he-vahine *   | Mato Teri'i Tepoara'i *             |  |  |       |  |  |          |  |  |           |  |
|                               |          | Tu-ra'i-ariʻi E-he-vahine *   | Te-ha'apapa I *                     |  |  |       |  |  |          |  |  |           |  |
| Tamatoa V                     |          | Tu-ra'i-ariʻi E-he-vahine *   |                                     |  |  |       |  |  |          |  |  |           |  |
|                               | Pomare I | Teu Tunuieaite Atua           |                                     |  |  |       |  |  |          |  |  |           |  |
|                               | Pomare I | Teu Tunuieaite Atua           |                                     |  |  |       |  |  |          |  |  |           |  |
|                               | Pomare I | Tetupaia-i-Hauiri             |                                     |  |  |       |  |  |          |  |  |           |  |
| Pomare II                     | Pomare I |                               |                                     |  |  |       |  |  |          |  |  |           |  |
|                               |          | Tetua-nui-reia-i-te-raʻi-atea | Teihotu-i-Ahura'i                   |  |  |       |  |  |          |  |  |           |  |
|                               |          | Tetua-nui-reia-i-te-raʻi-atea | Teihotu-i-Ahura'i                   |  |  |       |  |  |          |  |  |           |  |
|                               |          | Tetua-nui-reia-i-te-raʻi-atea | Vave'a Tetua-nui-rei-a-ite Ra'iatea |  |  |       |  |  |          |  |  |           |  |
| Pomare IV                     |          | Tetua-nui-reia-i-te-raʻi-atea |                                     |  |  |       |  |  |          |  |  |           |  |
|                               |          | Tamatoa IV *                  | Vetea-raʻi Uʻuru *                  |  |  |       |  |  |          |  |  |           |  |
|                               |          | Tamatoa IV *                  | Vetea-raʻi Uʻuru *                  |  |  |       |  |  |          |  |  |           |  |
|                               |          | Tamatoa IV *                  | Opai-pai Te-roro *                  |  |  |       |  |  |          |  |  |           |  |
| Teri'to'-o-terai Tere-moe-moe |          | Tamatoa IV *                  |                                     |  |  |       |  |  |          |  |  |           |  |
|                               |          | Tu-ra'i-ariʻi E-he-vahine *   | Mato Teri'i Tepoara'i *             |  |  |       |  |  |          |  |  |           |  |
|                               |          | Tu-ra'i-ariʻi E-he-vahine *   | Mato Teri'i Tepoara'i *             |  |  |       |  |  |          |  |  |           |  |
|                               |          | Tu-ra'i-ariʻi E-he-vahine *   | Te-ha'apapa I *                     |  |  |       |  |  |          |  |  |           |  |
|                               |          | Tu-ra'i-ariʻi E-he-vahine *   |                                     |  |  |       |  |  |          |  |  |           |  |